# معهد توبيتاك لأبحاث تكنولوجيا الفضاء
معهد توبيتاك لأبحاث تكنولوجيا الفضاء (TÜBİTAK UZAY) (بالتركية: TÜBİTAK Uzay Teknolojileri Araştırma Enstitüsü)‏ هي مؤسسة تركية تنفذ مشاريع بحث وتطوير في تقنية الفضاء والإلكترونيات وتقنية المعلومات والمجالات ذات الصلة. تم تأسيسها في عام 1985 تحت اسم «معهد أنقرة لتطوير البحوث والإلكترونيات» داخل حرم جامعة الشرق الأوسط التقنية (ODTÜ) بالتعاون مع مجلس البحوث العلمية والتكنولوجية في تركيا (بالتركية: Türkiye Bilimsel ve Teknolojik Araştırma Kurumu)‏ والجامعة في أنقرة. في عام 1995، تم تغيير اسم المنظمة. منذ عام 1998، أصبح المعهد يضُمّ مبنى جديدًا في الحرم الجامعي.
تخطط تركيا لبناء ميناء فضائي لإطلاق صواريخ حاملة.